# Vârtop, Dolj
Vârtop este satul de reședință al comunei cu același nume din județul Dolj, Oltenia, România. Este situat în sud-vestul Olteniei, în Câmpia Băileștilor, la o distanță de aproximativ 45 de km. de municipiul Craiova.
 Acest articol despre o localitate din județul Dolj este deocamdată un ciot. Puteți ajuta Wikipedia prin completarea lui.